# Rote Spornblume
Die Rote Spornblume (Centranthus ruber) ist eine Pflanzenart aus der Gattung der Spornblumen (Centranthus) in der Unterfamilie der Baldriangewächse (Valerianoideae). Carl von Linné ordnete die Pflanze in die Gattung Baldrian ein (Valeriana rubra, Roter Baldrian). Später wurde sie der neu geschaffenen Gattung Centranthus zugewiesen.

## Merkmale

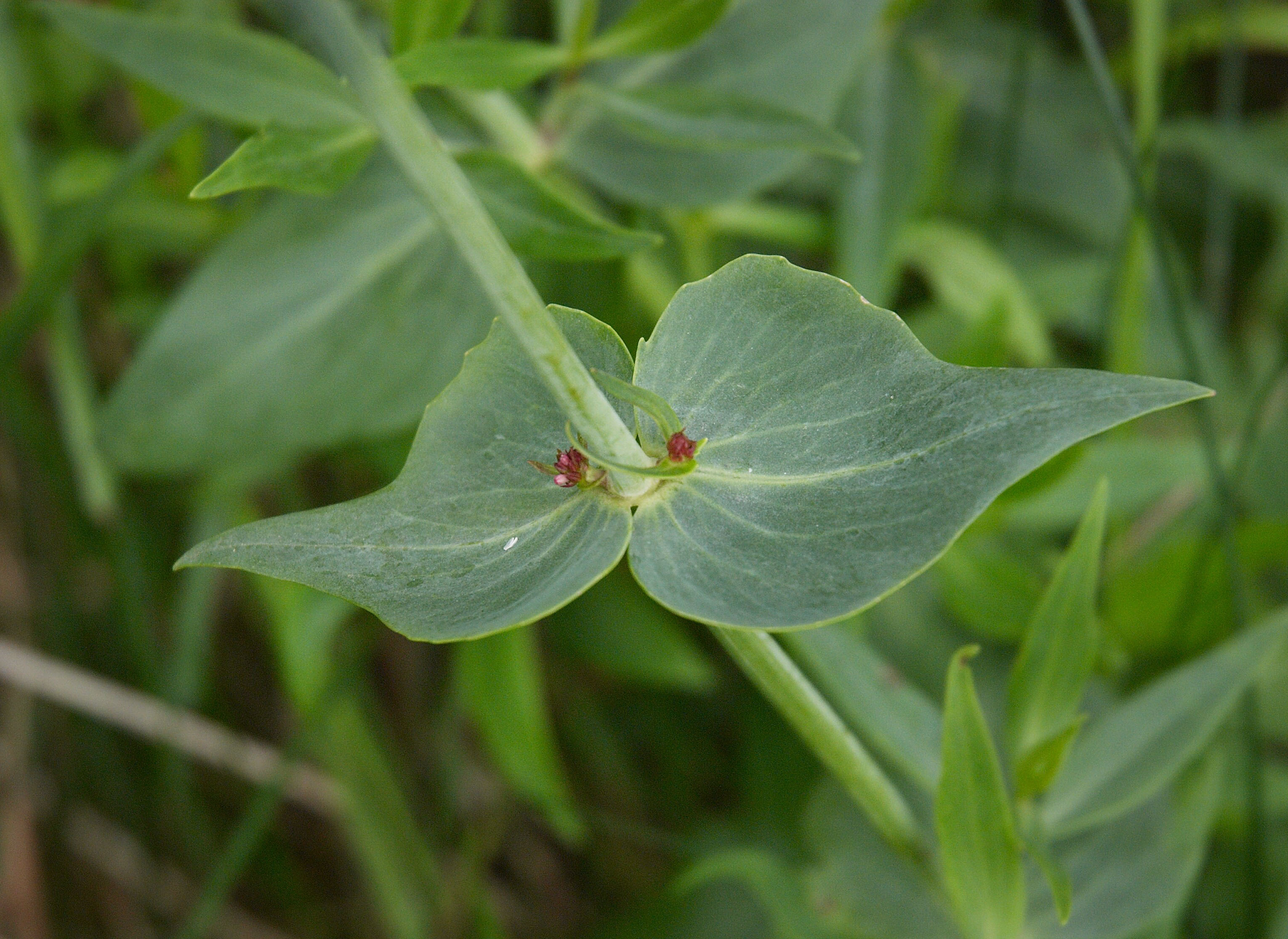
Stängelblätter

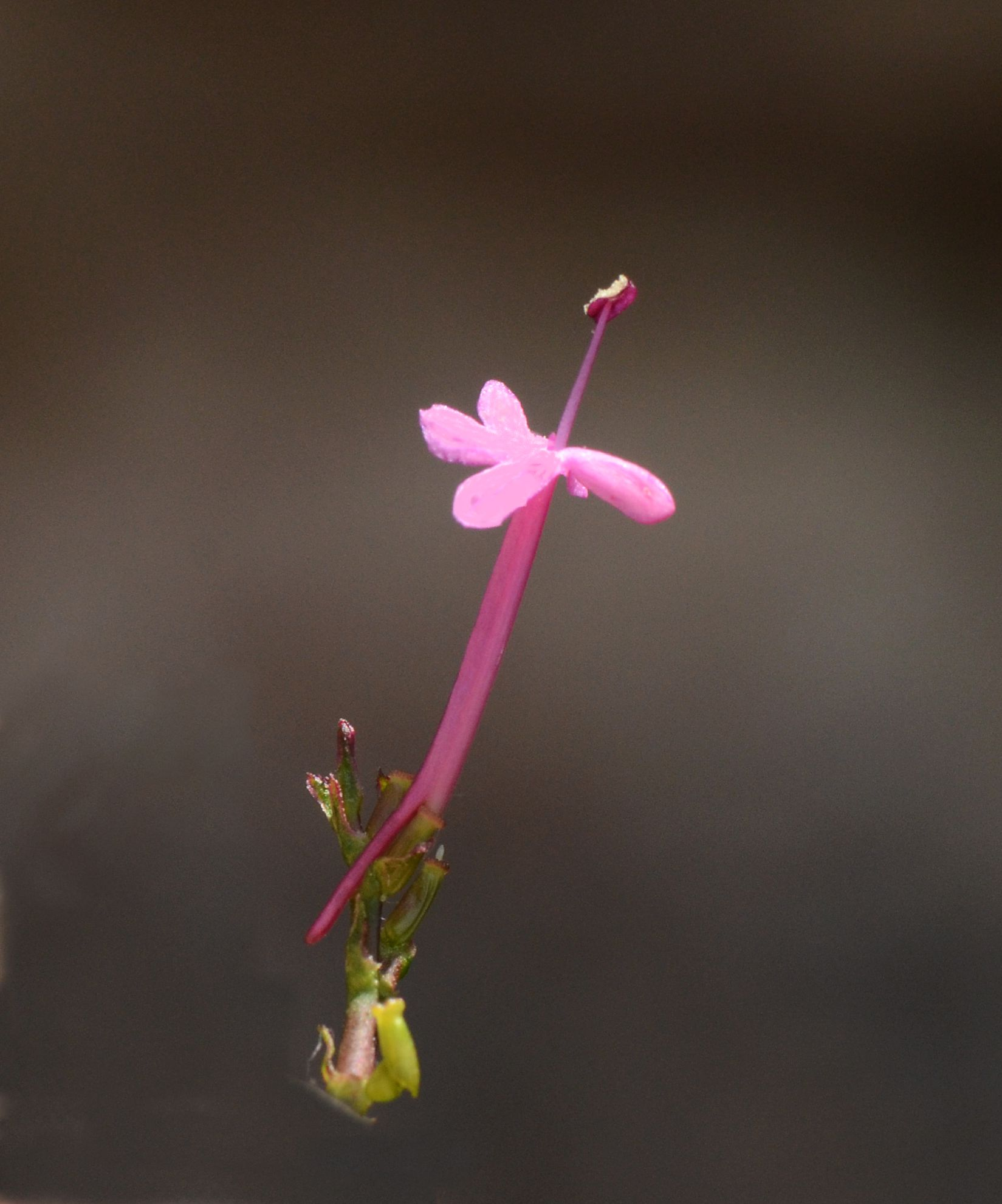
Einzelne Blüte mit Staubblatt und Sporn

Die ausdauernde krautige Pflanze mit schwach verholzender Basis ist kahl und blaugrün bereift. Sie erreicht Wuchshöhen von 30 bis 80 cm.
Die gegenständig angeordneten Laubblätter sind eiförmig-lanzettlich. Sie werden 3 bis 8 Zentimeter lang und sind meist ganzrandig. Die oberen Blätter haben eine herzförmige Basis und sind sitzend. Die Grundblätter sind gestielt.
Die dunkel rosaroten (selten weißen) Blüten sitzen in dichten Trugdolden. Die Kronröhre wird 7 bis 10 Millimeter lang und hat fünf ungleiche Zipfel. Sie sind unten gespornt, wobei der dünne Sporn 5 bis 10 Millimeter lang wird. Der Sporn wird mehr als doppelt so lang wie der Fruchtknoten. Die Blüte besitzt nur ein Staubblatt.
Aus dem Kelch entwickeln sich die fiederigen Borsten der Flugfrüchte, die mit dem Wind verbreitet werden.
Blütezeit ist von April bis Oktober.
Die Chromosomenzahl beträgt 2n = 32.

## Vorkommen
Die Rote Spornblume ist mediterran von Südeuropa, Nordwestafrika und Kleinasien verbreitet. Auf den Kanarischen Inseln, den Azoren und Madeira, in Belgien, Großbritannien, Deutschland, Österreich und der Schweiz ist sie ein Neophyt. Ursprünglich kommt sie in Marokko, Algerien, Tunesien, Spanien, Portugal, Frankreich, Italien, auf den Balearen, Sardinien, Korsika, Sizilien, Slowenien, Kroatien, Montenegro, Albanien, Griechenland, in der Ägäis, in der Ukraine, in der europäischen und asiatischen Türkei vor.
Als Standorte werden Fels- und Mauerspalten, Felsschutt und Wegränder bevorzugt. Sie kommt in Gesellschaften der Ordnung Parietarietalia judaicae vor, in Südeuropa besonders im Centrantho-Parietarion.

## Systematik
Man kann zwei Unterarten unterscheiden:
- Centranthus ruber (L.) DC. subsp. ruber
- Centranthus ruber subsp. sibthorpii (Boiss.) Hayek (Syn.: Centranthus sibthorpii Boiss.): Sie kommt in Albanien, Griechenland und in der europäischen Türkei vor.[3]

## Pharmakologische Bedeutung
Als Heildroge dient die Spornblumenwurzel (Centranthi radix).
Sie selbst wird aber nicht arzneilich eingesetzt, sondern nur ihre Wirkstoffe.
In ihr sind nämlich mehr Valepotriate (Iridoide) enthalten als im Arznei-Baldrian (Valeriana officinalis); sie enthält aber kein ätherisches Öl und keine Alkaloide.
In Richtung eines Tagessedativums ist auch ein anderes Wirkungsprofil festzustellen als beim Arznei-Baldrian.
So treten ausgleichende Wirkungen bei innerer Unruhe, Gereiztheit, Angst- und Spannungszuständen und bei Konzentrationsschwäche hervor.

## Sonstiges

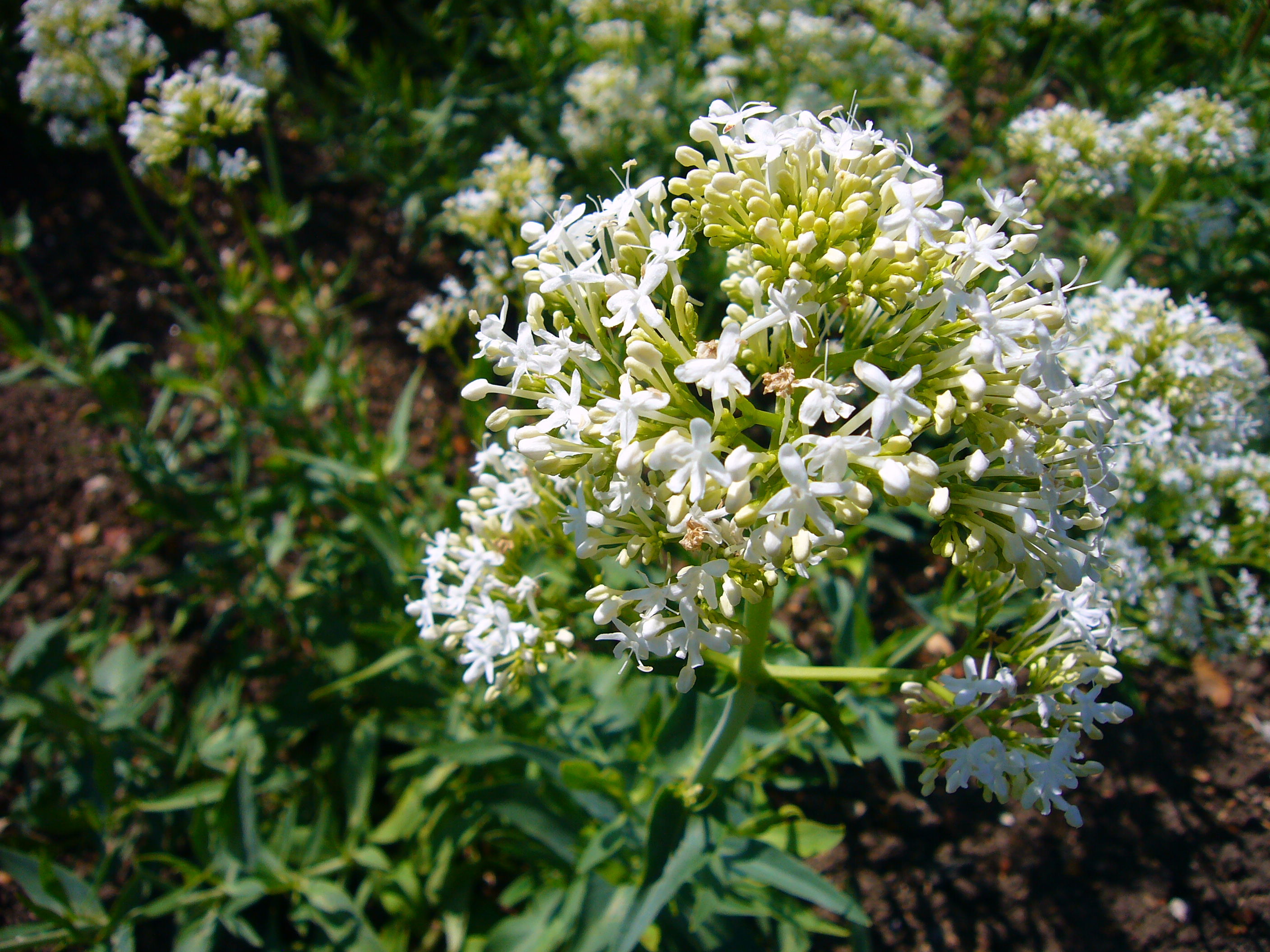
Weiße Zuchtform 'Albus'

Diese Art wird häufig als Zierpflanze kultiviert und verwildert gelegentlich. Es gibt auch eine weiße ('Albus') und eine rötliche ('Coccineus') Zuchtform.